# Energiemanagement
Zum Energiemanagement gehört die Planung und der Betrieb von energietechnischen Erzeugungs- und Verbrauchseinheiten. Ziele sind sowohl die Ressourcenschonung als auch Klimaschutz und Kostensenkungen, bei Sicherstellung des Energiebedarfs der Nutzer. Der Teilbereich Energiecontrolling unterstützt das kosten- und materialeffiziente Energie- und Stoffstrommanagement.

## Grundüberlegungen
Grundüberlegungen können sein,
- die Gewährleistung von Versorgungssicherheit, z. B. eine unterbrechungsfreie Energieversorgung
- die Gewährleistung der Spannungs- und Stromqualität im Bereich der Stromversorgung
- die Gewährleistung wirtschaftlicher Strom- und Wärmepreise
- die Berücksichtigung von Umweltgesichtspunkten, z. B. durch die Unabhängigkeit von fossilen Primärenergieträgern oder der Emissionsrechtehandel

Anwendungsbereiche sind vor allem:
- das gewerbliche und industrielle Energiemanagement in Produktion und Logistik
- das Energiemanagement für den Wohnungsbau in der Wohngebäudenutzung
- das Gebäudeenergiemanagement, vor allem für komplexe Funktionsgebäude, wie Krankenhäuser, Polizeiwachen und Kaufhäuser
- das kommunale Energiemanagement

## Methodik
Bei der Planung unterscheidet man zwischen Gesamtkonzept (Strategiekonzept) und Detailkonzepten, wie Wärmeschutz, Kraft-Wärme-Kopplung, Wärmedämmung, Deckung des Strombedarfs etc.
Im Strategiekonzept ist es notwendig, die generellen Ziele des Energiemanagementkonzepts zu definieren. Dazu zählen bspw. Unabhängigkeit in der Energieversorgung (Wärme oder elektrische Energie), Erhöhung der Spannungsqualität, Kostenoptimierung.
Die anschließende Bestandsaufnahme und Auswertung besteht im Wesentlichen aus der Erfassung und Analyse des Energieverbrauchs der betrachteten Liegenschaft in Form von Lastgängen (Wärme und Strom), Energiekennzahlen (beispielsweise spezifischer Energieverbrauch je m² und Jahr), tendenziellen, zukünftigen Entwicklungen (Ausweitung von Produktionsstätten, Zunahme von gesetzlichen und restriktiven Rahmenbedingungen), sowie die entsprechende Bewertung und Einordnung der Ergebnisse.
Anschließend wird auf ein allumfassendes Konzept hingearbeitet, welches das Strategiekonzept und die aktuellen und zukünftigen Energiebedarfe abdeckt. Wichtig ist, die möglichen Detailkonzepte ausführlich zu erarbeiten, um eine abschließende Variantenrechnung durchführen zu können. Mögliche Varianten könnten die Anzahl der eingesetzten BHKW-Module, die Fahrweise eines BHKW (wärmeorientiert – Deckung des gesamten Wärmebedarfs mit/ohne Zunahme eines Spitzenlastkessels, stromgeführt – Deckung der kostenintensiven Lastspitzen zu Starklastzeiten), der Grad der aufzubauenden Wärmedämmung eines Gebäudes, der Einsatz verschiedener Primärenergieträger etc. sein.
Abschließend ist das erarbeitete Energiemanagementkonzept, unter Berücksichtigung von Gesamt- und Detailkonzepten umzusetzen und zu evaluieren. Dabei erweist sich der Einsatz umfangreicher Leittechnik als hilfreich, um sowohl die einzelnen eingesetzten Erzeugereinheiten steuern, wie auch unabhängig kontrollieren zu können.
Der Prozess des Energiemanagements ist dabei ein sich iterativ Wiederholender, der stets kontrolliert werden muss. So ergeben sich sukzessive Optimierungspotentiale.
Seit August 2009 diente die Norm EN 16001 Betrieben als Leitfaden zum Aufbau eines betrieblichen Energiemanagementsystems zum Zwecke der nachhaltigen Steigerung der Energieeffizienz. Diese wurde im Dezember 2011 durch die EN ISO 50001 ersetzt, welche in Deutschland als DIN-Norm DIN EN ISO 50001 veröffentlicht ist. Das Regelwerk EN ISO 50001 ist nach dem Vorbild der EN ISO 9001 (Qualitätsmanagementsysteme) und der Norm EN ISO 14001 (Umweltmanagementsysteme) gegliedert. Angelehnt an das Qualitätsmanagement wird auch für Energiemanagementsysteme ein PDCA-Zyklus zur Steigerung der Energieeffizienz gefordert. Eccleston beschreibt das Vorgehen bei der Implementierung eines Energiemanagementsystems.

## Begriffsabgrenzung
Rund um das Thema Energiemanagement tummelt sich eine Reihe von Begriffen wie „Energiecontrolling“ und „Energiemonitoring“. Eine genaue Abgrenzung ist in der Praxis schwierig, da es zum einen unterschiedliche Definitionen der Begriffe gibt und zum anderen die Begriffe teilweise recht abstrakt definiert sind.
Definitionen für Energiemanagement haben im Sprachgebrauch eine Bandbreite von einfachen Systemen zur Verbrauchsdatenerfassung (Hardware) bis hin zu komplexen Management-Prozessen (ganze Abteilungen in einem Unternehmen und zugehörige Prozesse, Normen, Technologien etc.). Die VDI-Richtlinie 4602 versucht sich mit einer Definition, welche auch die wirtschaftliche Dimension mit einbezieht: „Energiemanagement ist die vorausschauende, organisierte und systematisierte Koordination von Beschaffung, Wandlung, Verteilung und Nutzung von Energie zur Deckung der Anforderungen unter Berücksichtigung ökologischer und ökonomischer Zielsetzungen“.
Verwandt mit dem Begriff „Energiemanagement“ sind die Begriffe „Energiemonitoring“ und „Energiecontrolling“. Teilweise werden diese als Untermenge und/oder Datenquelle für ein Energiemanagement definiert. Bei „Energiemonitoring“ liegt der Schwerpunkt meist bei der Erfassung der Daten, bei „Energiecontrolling“ steht die Auswertung meist mehr im Focus.

## Organisatorische Verankerung
Es ist eine konkrete organisatorische Verankerung notwendig, damit das Energiemanagement im Unternehmen umgesetzt werden kann. Die Verantwortlichkeiten und das Zusammenspiel der Entscheidungsträger sollten klar geregelt sein. Die Delegation der Aufgaben und Kompetenzen sollte vom obersten Management bis hin zu den ausführenden Stellen reichen. Eine übergreifende Koordination kann zudem die Erfüllung der Aufgaben sicherstellen.
In größeren oder energieintensiven Unternehmen wäre die Errichtung einer separaten organisatorischen Einheit „Energiemanagement“ möglich, um das obere Management zu unterstützen und den Überblick zu behalten. Hierbei ist es von der Grundform der Aufbauorganisation abhängig, wo genau diese Einheit angebunden wird. Bei der funktionalen Organisation siedelt man die Einheit direkt zwischen der ersten (Geschäftsleitung) und der zweiten Hierarchieebene (Unternehmensfunktionen wie Produktion, Beschaffung, Marketing) an. Bei einer Spartenorganisation sollte es eine zentrale sowie mehrere spartenspezifische Energiemanagement-Einheiten geben, um zum einen den unterschiedlichen Anforderungen der einzelnen Sparten und zum anderen der Abstimmung zwischen den Sparten und der Zentrale gerecht zu werden. In der Matrixorganisation kann das Energiemanagement als Matrixfunktion eingebunden sein und somit die meisten Funktionen direkt erreichen.
Betrachtet man kleine und mittlere Unternehmen, dann ist dort das Energiemanagement häufig nur eine Teilaufgabe einer Führungskraft. Hier fehlt die notwendige Kapazität, um eine volle Stelle mit entsprechenden Aufgaben zu besetzen. Eine weitere Möglichkeit ist zudem die Auslagerung der energiebezogenen Aufgaben und Fragestellungen an einen externen Dienstleister. Dieser könnte dank seiner Spezialisierung neues Wissen einbringen und Prozesse optimieren.

## Energiemanagement hinsichtlich betrieblicher Funktionen der Energiebereitstellung, -verteilung und -anwendung

### Facility Management

Schematischer Aufbau eines Passivhauses

Das Facilitymanagement ist ein wichtiger Bestandteil des Energiemanagements, da die Energiekosten einen nicht unerheblichen Anteil (im Durchschnitt 25 Prozent) der kompletten Bewirtschaftungskosten ausmachen. Bei dem Facility Management handelt es sich hauptsächlich um Einrichtungen, die nicht in das Kerngeschäft einer Organisation fallen, sondern dieses unterstützen (z. B. Klimatechnik, Brandschutz, Warmwasser). Die DIN 32736 bezeichnet es als die „Gesamtheit aller Leistungen zum Betreiben und Bewirtschaften von Gebäuden einschließlich baulicher und technischer Anlagen“.
Die zentrale Aufgabe des Energiemanagements hierbei ist, die entstehenden Kosten für die Energiebereitstellung in Gebäuden und Anlagen zu senken, ohne dabei die Arbeitsabläufe entscheidend einzuschränken. Vor allem die Verfügbarkeit und Nutzungsdauer der Anlagen sowie die Benutzerfreundlichkeit sollten gleich bleiben. In diesem Zusammenhang hat der deutsche Verband für Facility Management (GEFMA e. V.) bereits Richtlinien veröffentlicht (z. B. GEFMA 124-1 und 124-2), welche Methoden und Möglichkeiten enthalten, die sich mit der Einbettung des Energiemanagements in das Umfeld eines erfolgreichen Facility Managements beschäftigen. Der Facility Manager muss sich in diesem Aufgabenbereich mit ökonomischen, ökologischen, risikobezogenen und qualitätsorientierten Zielvorgaben beschäftigen. Unter Vorgabe der Nutzungsqualität versucht er die Gesamtkosten der energiebezogenen Prozesse (Bereitstellung, Verteilung und Anwendung) zu minimieren.
Die wichtigste Kenngröße in diesem Zusammenhang ist die flächenspezifische Verbrauchsleistung, also die erforderliche Energie je Fläche und Jahr, ausgedrückt in Kilowattstunden pro Quadratmeter und Jahr, kurz kWh/(m²a).
{\displaystyle \wp _{v}=P_{v}\cdot {\frac {1}{A}}={\frac {E_{\text{erf}}}{t}}\cdot {\frac {1}{A}}}

mit {\displaystyle \wp _{v}} als flächenspezifische Verbrauchsleistung mit der Einheit {\displaystyle [\wp _{v}]=1\,\,\,kWh/({m^{2}}\cdot a)},
mit {\displaystyle P_{v}} als Verbrauchsleistung mit der Einheit {\displaystyle [P_{v}]=1\,\,\,kWh/a},
mit {\displaystyle A} als der Fläche der mit Energie versorgten baulichen Anlagen (genauer: die beheizte Gebäudenutzfläche) mit der Einheit {\displaystyle [A]=1\,\,\,{m^{2}}},
mit {\displaystyle E_{\text{erf}}} als der im Betrachtungszeitraum erforderlichen Energie mit der Einheit {\displaystyle [E_{\text{erf}}]=1\,\,\,kWh},
mit {\displaystyle t} als der Zeitspanne des Betrachtungszeitraums mit der Einheit {\displaystyle [t]=1\,\,\,a}, also ausgedrückt in annos, das heißt, in Jahren.

Anhand dieser Kennzahl lassen sich Immobilien gemäß ihrem Energieverbrauch klassifizieren. Die rechtlichen Grundlagen stellen die Wärmeschutzverordnung sowie die Energieeinsparverordnung dar. Damit ein Gebäude als Niedrigenergiehaus bezeichnet werden kann, sollte es eine flächenspezifische Verbrauchsleistung von maximal 70 kWh/m²a nachweisen können. Weit verbreitet ist zudem das Passivhaus, welches eine flächenspezifische Verbrauchsleistung von 15 kWh/m²a nicht übersteigt. Durch die „passive“ Nutzung von Energie kann auf ein konventionelles Heizsystem verzichtet werden.
Das Passivhaus kann aufgrund der sehr gut wärmedämmenden Gebäudehüllen die Wärme von Sonne und Personen ausnutzen. Zudem sorgt eine Lüftungsanlage mit hocheffizientem Wärmetauscher für kontinuierlich frische Luft. Es gibt jedoch auch Häuser mit einer positiven Energiebilanz. Diese werden als Plus-Energie-Häuser bezeichnet. Die im Haus benötigte Energie wird selbst gewonnen (beispielsweise durch thermische Solaranlagen oder Photovoltaikanlagen) und zudem kann überschüssige Energie ins Stromnetz eingespeist werden.
Die EnEV legt fest, dass der energetische Zustand von Gebäuden in einem Energieausweis dokumentiert werden muss. Dies ist verbindlich für Wohngebäude aller Baujahre seit dem 1. Januar 2009 und auf alle Nichtwohngebäude seit dem 1. Juli 2009.
In der Betreiberordnung werden zudem Kompetenzen, Aufgaben und Zuständigkeiten geregelt. Da die Anlagen auch Risikofaktoren beinhalten (z. B. Öltanks, Gasleitungen), muss sichergestellt sein, dass alle Aufgaben klar beschrieben und verteilt sind. Eine klare Regelung kann helfen Haftungsrisiken zu vermeiden.

### Logistik

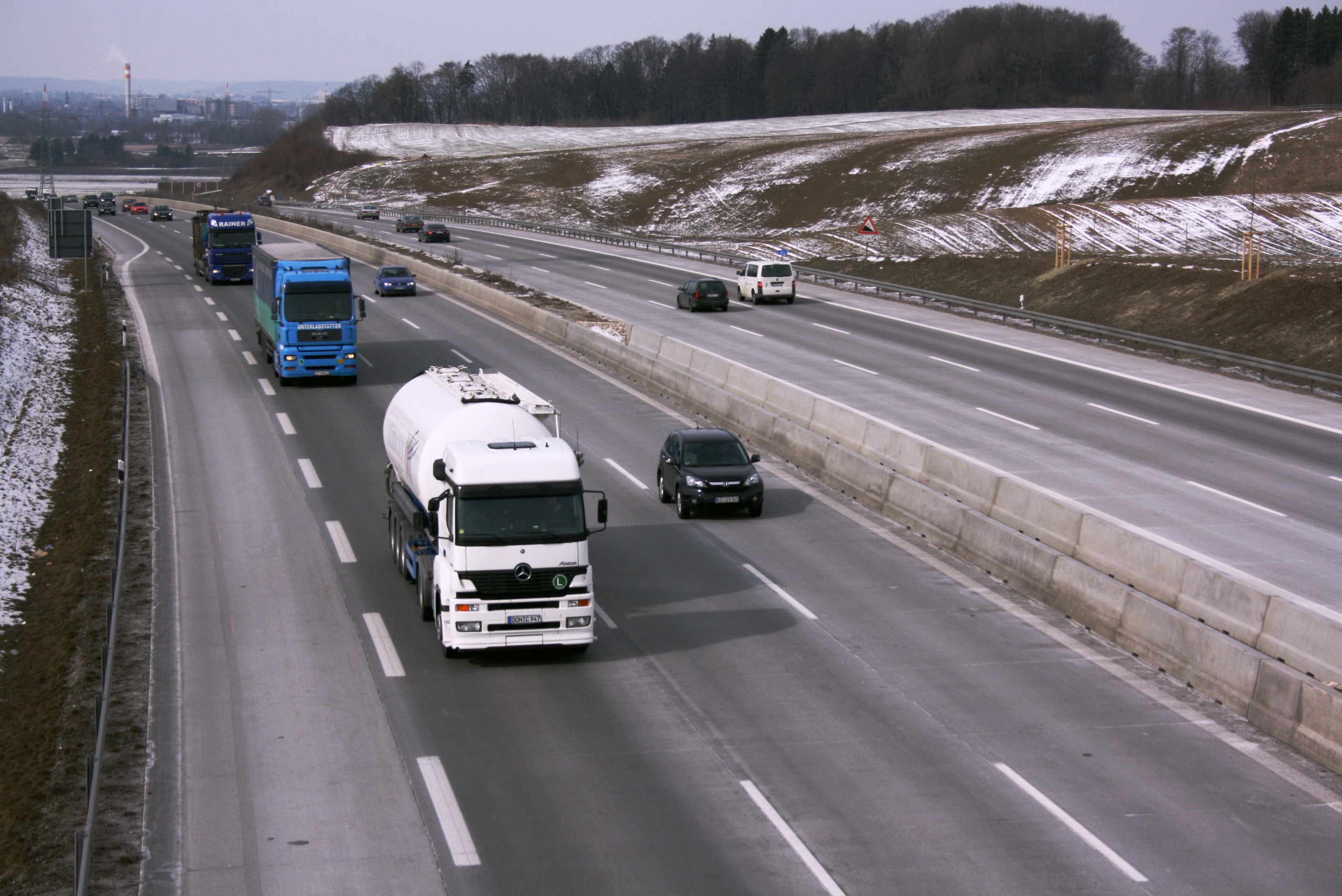
Gütertransport über die Autobahn

Die Logistik befasst sich mit der Organisation, Steuerung, Bereitstellung und Optimierung aller Informations- und Güterflüsse entlang der Wertschöpfungskette sowie der Lieferkette. Speziell bei der logistischen Kernaufgabe, dem Transport der Güter, können durch ein effizientes Energiemanagement Kosten gespart und die Umwelt geschont werden. Die relevanten Faktoren sind hierbei die Auswahl des Transportmittels, die Dauer und Länge der Transporte sowie die Zusammenarbeit mit Logistikdienstleistern.
Die Logistik verursacht weltweit mehr als 14 % Prozent der CO2-Emissionen. Aus diesem Grund gewinnt der Begriff „Grüne Logistik“ (englisch Green Logistics) immer stärker an Bedeutung.
Mögliche Handlungsoptionen im Sinne der Grünen Logistik sind:
- Verlagerung auf umweltfreundliche Verkehrsträger wie Schiene und Wasserstraße
- Routen- und Laderaumoptimierung
- Bildung von Netzwerken von Unternehmen, die durch Logistikdienstleister verbunden sind
- Optimierung physischer Logistikprozesse durch eine ausgereifte IT-Unterstützung

Unternehmen haben die Möglichkeit, ihre logistischen Zielsetzungen und Strategien ökologisch bewerten zu lassen. Hierzu gibt es Software, welche die Emissionen anhand von Kennzahlen wie Transportmittel, Art des Treibstoffes, Strecke oder Antrieb berechnet. Das Institut für Energie- und Umweltforschung Heidelberg bietet zusammen mit dem Unternehmen Rail Management Consultants GmbH beispielsweise ein Programm zur Kohlendioxid-Berechnung für die Logistik an. Unterstützt wurden sie von fünf großen europäischen Eisenbahngesellschaften. Das Tool nennt sich EcoTransIT und ist kostenlos zugänglich. Neben den direkten Emissionen werden hier auch die indirekten Emissionen (Erzeugung, Transport und Verteilung von Energie) ermittelt. Das Programm ist für Unternehmen jeglicher Größe geeignet und kann als Basis für die Umweltbilanz dienen.
Neben dem Transport von Waren sollte ebenso der Transport von Personen Berücksichtigung in der logistischen Strategie von Unternehmen finden. Speziell bei Dienstreisen sollte auf die Wahl und die Verhältnismäßigkeit des Verkehrsmittels geachtet werden. In manchen Fällen muss abgewogen werden, ob eine physische Präsenz zwingend notwendig ist oder ob eine Telefon- oder Videokonferenz genauso zweckmäßig ist. Homeoffice ist eine weitere Möglichkeit, mit welcher das Unternehmen indirekt die Umwelt schonen kann.

### Energiebeschaffung
Unter Beschaffung wird im weitesten Sinn der Betriebslehre sowohl der Einkauf aber auch die Beschaffungslogistik und die Bedarfsermittlung verstanden. Ein effizienter Energieeinkauf ist hierbei eine Möglichkeit, um die Energiekosten zu reduzieren. Seit der Liberalisierung der deutschen Strommärkte 1998 bestehen zum Teil deutliche Preisunterschiede, bei gleichbleibender Abnahmemenge. Die Gründung der Energiebörse EEX im Jahr 2002 hat diesen Trend verstärkt. Hier lohnt sich ein Vergleich. Ebenso ein Energieträgerwechsel stellt eine Möglichkeit dar, um die Energiekosten zu senken.
Für Organisationen gibt es drei Grundtypen der Beschaffung:
- Standardisierter Tarifvertrag durch ein Energieversorgungsunternehmen (EVU): Diese Verträge bieten sich für kleinere und mittlere Unternehmen an, welche nur eine geringe Menge an Energie benötigen.
- Individuell ausgehandelte Verträge mit einem EVU: Bei dieser Art der Energiebeschaffung handelt das Unternehmen mit dem EVU die jeweiligen Preise und Mengen selbst aus. Vor allem Maximalleistung, Leistungspreis, Arbeitspreis, Festpreisvereinbarungen und die Vertragsdauer sind wichtige Eckpfeiler der Verträge mit EVUs.
- Direkter Einkauf an der EEX (Portfoliomanagement): Diese Beschaffungsform bietet sich vor allem für große Unternehmen an, welche hierfür Experten beschäftigen können. Der Zwischenhandel über die EVUs wird hierbei umgangen. Die Experten müssen den richtigen Zeitpunkt für den Einkauf des jeweiligen Energieträgers finden und den Verlauf der Preise richtig einschätzen können.

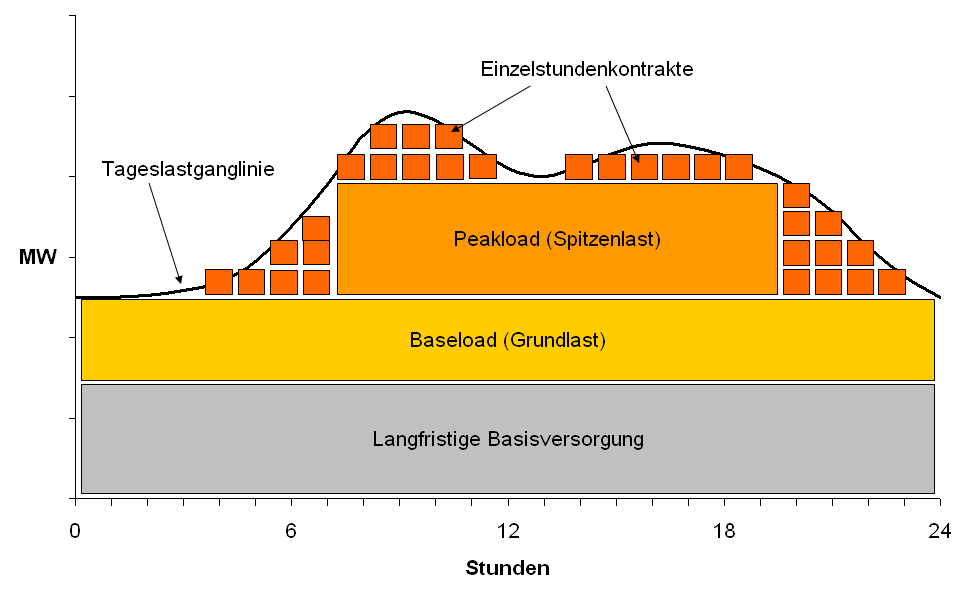
Deckung des Lastprofils im Stromhandel

Anhand der beispielhaften Abbildung eines Lastprofils kann man eine mögliche Zusammensetzung der in Frage kommenden Leistungspakete beschreiben:
- Der graue Block stellt eine Grundlast-Bandlieferung durch ein Energieversorgungsunternehmen dar. Zur Absicherung der Grundlast werden langfristige Verträge geschlossen. Die Grundlast sollte so festgelegt sein, dass sie im Regelfall während eines Tages nicht unterschritten wird. Die Lieferung muss in jedem Fall bezahlt werden, ob abgerufen oder nicht. Da der niedrigste Strombedarf meist nachts auftritt, hängt die Höhe der Grundlast von nachts betriebenen Anlagen ab.
- Es wird zudem ein gewisser Baseload über den Spotmarkt der EEX beschafft. Ein strukturierter Stromeinkauf kann helfen, zum richtigen Zeitpunkt einen langfristigen Vertrag auszuhandeln, der günstige Preise garantiert.
- Zusätzlich zur dauernden Basislieferung lassen sich Stunden- und Blockverträge abschließen, welche flexibel abrufbar sind. Die Flexibilität hat für das Unternehmen höhere Kosten zur Folge.
- Ausgleichsenergie für den Peakload kann durch Einzelstundenkontrakte beschafft werden, welche sehr kurzfristig auf dem Spotmarkt abrufbar und dementsprechend teuer sind.

### Produktion
In der Produktion erfolgt die eigentliche Wertschöpfung, welche für den Kunden relevant ist. Dieser zentrale Prozess kann sich je nach Branche sehr stark unterscheiden. Industrieunternehmen betreiben Anlagen, welche viel Energie benötigen. Dienstleistungsunternehmen wiederum kommen weitestgehend ohne Materialien aus, so dass hier eher das Facility Management oder Green IT den energiebezogenen Schwerpunkt darstellt.
In diesem Zusammenhang gilt, dass zunächst der energiebezogene Schwerpunkt identifiziert, anschließend bewertet und zum Schluss optimiert werden sollte.

### Produktionsplanung und -steuerung
Die Produktion ist in der Regel der Bereich mit dem größten Energieverbrauch innerhalb eines Unternehmens. Daher kommt auch der Produktionsplanung und -steuerung (PPS) eine bedeutsame Rolle zu. Die PPS beschäftigt sich mit der operativen, zeitlichen, mengenmäßigen und räumlichen Planung, Steuerung, Kontrolle und Verwaltung aller Vorgänge, die bei der Produktion von Waren und Gütern notwendig sind. Der „Produktionsplaner“ sollte demnach die Produktionsprozesse so planen, dass sie möglichst energieeffizient ablaufen. Starke Stromverbraucher oder automatisierte Produktionsprozesse können zum Beispiel in die Nachtzeit verlagert werden. Zudem sollten Peaks vermieden werden (peak shaving), damit es zu einem einheitlichen Lastprofil kommt und Vertragsbedingungen erfüllt werden.
Die sich anbahnenden Änderungen in der Erzeugungsstruktur von Energie erfordern einen steigenden Bedarf an Speicherkapazitäten. Mit dem Problem der eingeschränkten Lagerfähigkeit von Energie muss sich auch die PPS beschäftigen. Prinzipiell besteht hierbei die Möglichkeit die Energie elektrisch, mechanisch, chemisch oder thermisch zu speichern. Elektrochemische Speicher auf Lithiumbasis werden zudem als zukunftsweisende Technologie für den Einsatz in elektrisch betriebenen Fahrzeugen oder als Option zur Regelung der Stromnetze angesehen. Als Alternative zu herkömmlichen Brenn- und Kraftstoffen werden stoffliche Speicher wie Wasserstoff zunehmend interessant. Dass das Themengebiet Energiespeicher immer stärker in den Fokus von Unternehmen und Politik gerät, zeigt zudem die „Förderinitiative Energiespeicher“ des Bundesministeriums für Wirtschaft und Technologie. Im Juli 2012 gab es den Startschuss für 60 innovative Forschungsprojekte auf dem Gebiet der Energiespeicher. Ziel der Initiative ist es, technologische Durchbrüche zu fördern und damit die schnelle Markteinführung neuer Energiespeicher zu unterstützen.

### Instandhaltung
Die Instandhaltung (englisch Maintenance) von technischen Systemen, Bauelementen, Geräten und Betriebsmittel soll sicherstellen, dass der funktionsfähige Zustand erhalten bleibt oder bei Ausfall wiederhergestellt wird. Zur Unterstützung des Energiemanagements ist eine gute Instandhaltung unverzichtbar. Hierdurch können Energieverluste und damit verbundene Kostensteigerungen vermieden werden.
Beispiele, inwiefern es möglich ist mit Instandhaltung Energie und Kosten zu sparen:
- Kühlräume enteisen
- Luftdruck der PKW und LKW überprüfen
- Isolation heißer Anlagen
- Undichtigkeiten an Gebäudehüllen verbessern

Die Führungsebene legt hierbei die Strategie fest. Dies kann von einer sehr weitreichenden Instandhaltung (regelmäßige, präventive Wartungs- und Kontrollmaßnahmen, um Ausfällen vorzubeugen) bis hin zu einer minimalen Instandhaltung reichen, bei welcher erst gehandelt wird, wenn ein Defekt vorliegt.

### Informationstechnologie
Im Zentrum der umwelt- und ressourcenschonenden Gestaltung der Informationstechnik steht die Green IT. Darunter versteht man Bestrebungen, die Nutzung von Informations- und Kommunikationstechnologie (IKT) über deren gesamten Lebenszyklus hinweg umwelt- und ressourcenschonend zu gestalten. Dies beinhaltet die Optimierung des Ressourcenverbrauchs während der Herstellung, des Betriebs und der Entsorgung der Geräte. Durch die IT können beispielsweise Arbeitsprozesse wegfallen oder energetisch verbessert werden.
Ansatzmöglichkeiten:
- Produktion der Geräte: Hierbei sollte man darauf achten, dass die Geräte ressourcenschonend hergestellt wurden und weniger Strom als vergleichbare Geräte verbrauchen.

Energy Star Label

- Kauf und Betrieb der Geräte: Energy Star, das Programm der Europäischen Gemeinschaft für Strom sparende Bürogeräte, kommt zu dem Ergebnis, dass es bei dem Betrieb der Geräte zu energetischen Unterschieden von über 1000 % kommen kann. Das Energy-Star-Label kann dabei helfen, energieeffiziente Geräte zu erkennen. Wichtige Eckpunkte sind beispielsweise effizientere Netzteile, ein moderner Standby-Betrieb sowie der Energiesparmodus.[26]
- IT-Unterstützung: Es gibt viele Programme, welche eine Organisation dabei unterstützen können, Energie zu sparen. Dies geht über große ERP-Systeme bis hin zur IT-Unterstützung von Anlagen. Ebenso gibt es kommerzielle Energiemanagement-Systeme. Einen Überblick zu im Markt verfügbaren Systemen verschafft die Marktübersicht für Energiemanagement-Software, den die Zeitschrift "Der Facility Manager" regelmäßig auf ihrer Website veröffentlicht.[27]

## Wirtschaftlichkeitsrechnung
Eine Kernfunktion des Energiemanagements beinhaltet Maßnahmen und Projekte zur Steigerung der Energieeffizienz. Bei dieser Thematik stehen das Treffen von energiewirtschaftlich sinnvollen Entscheidungen und die Realisierung der entsprechenden Maßnahmen im Mittelpunkt. Ein controllingorientierter Ansatz ist hierbei sinnvoll, um sich einen ersten Überblick über potentielle energiebezogene Maßnahmen sowie deren Wirtschaftlichkeit zu verschaffen und zudem alle relevanten Abteilungen und Hierarchieebenen einzubeziehen.
Im Folgenden wird auf relevante Methoden und Herangehensweisen hingewiesen:
Energiebezogene Kostenrechnung
Die wichtigste Informationsquelle für das Management und somit auch Basis der meisten Entscheidungen ist die Kostenrechnung. Sie dient der internen Informationsbereitstellung für die operative Planung von Kosten und Erlösen sowie deren Kontrolle. Basis für die energiebezogene Kostenrechnung stellen die Energiebilanzen dar. Je nach Energieaufwand können Unternehmen ihre Kostenrechnungssysteme stärker nach energiebezogenen Aspekten ausrichten.
Life Cycle Costing
Das Life Cycle Costing (Lebenszykluskostenrechnung) betrachtet die Entwicklung eines Produktes über den gesamten Produktlebenslauf hinweg und dient zur Bewertung von Investitionsalternativen. Bei allen zur Auswahl stehenden Optionen sollte in sämtlichen Phasen des Produktlebenszyklus alle Kosten berücksichtigt werden. Bei Investitionsentscheidungen sollte demnach nicht nur den Anschaffungskosten, sondern vor allem die anfallenden Energiekosten, Beachtung geschenkt werden.
Total Cost of Ownership
Ähnlich hierzu das TCO bei dem eine Unterscheidung zwischen direkten und indirekten Kosten stattfindet.
Optimaler Ersatzzeitpunkt
Der optimale Zeitpunkt zum Ersatz einer Anlage tritt dann ein, wenn die zukünftigen Kosten bei einem neuen Gerät niedriger wären. Hierbei ist es belanglos ob die Anlage bereits voll abgeschrieben ist oder nicht. Sunk costs dürfen die Entscheidungsfindung nicht beeinflussen. Stattdessen sollten Innovationen im Bereich der Energiewirtschaft oder Steigerungen der Energiepreise hohe Beachtung geschenkt werden. Als mögliche Verfahren zur Berechnung bieten sich die Kostenvergleichsrechnung oder die Investitionsrechnung an.
Energetische Amortisation
Die Energetische Amortisation, auch bekannt unter dem Begriff Energierücklaufzeit, beschreibt die Dauer die eine energieumwandelnde Anlage betrieben werden muss, bis die Energie, die für die Herstellung der Anlage notwendig war (kumulierter Energieaufwand), wieder gewonnen worden ist.

## Energiestrategien
Eine langfristige Energiestrategie sollte in jede Gesamtstrategie eines Unternehmens eingebettet sein. Diese kann beispielsweise die Zielsetzung umfassen, vermehrt auf erneuerbare Energien zu setzen. Es werden zudem Kriterien für Entscheidungen über Energieinvestitionen, wie Renditeerwartungen, festgelegt. Durch das Formulieren einer Energiestrategie haben Unternehmen die Möglichkeit, sich gegenüber ihren Wettbewerbern einen Wettbewerbsvorteil zu sichern und Risiken zu minimieren.

### Mögliche Energiestrategien
Nach Kals gibt es folgende mögliche Energiestrategien:
- Passive Strategie: Es findet hierbei keine systematische Planung statt. Das Thema Energie- und Umweltmanagement wird nicht als eigenständiges Handlungsfeld wahrgenommen. Es werden nur die nötigsten Themen bearbeitet.
- Strategie der kurzfristigen Gewinnoptimierung: Das Management setzt hierbei ausschließlich auf die Maßnahmen, welche in einer möglichst kurzen Amortisationszeit eine hohe Rentabilität versprechen. Maßnahmen mit geringer Rentabilität finden keine Beachtung.
- Strategie der langfristigen Gewinnoptimierung: Bei dieser Strategie ist es von Bedeutung, dass man eine hohe Kenntnis der Energiepreis- und Technologieentwicklung besitzt. Die relevanten Maßnahmen (beispielsweise Wärmetauscher oder Kraftwerksbauten) können Laufzeiten von mehreren Jahrzehnten haben. Durch diese Maßnahmen kann man zudem das Image und auch die Motivation der Mitarbeiter verbessern.
- Realisierung aller wirtschaftlichen Energiemaßnahmen: Diese Strategie hat als Ziel, alle Maßnahmen umzusetzen, welche eine positive Rentabilität besitzen.
- Maximale Strategie: Das Unternehmen ist bereit, für den Klimaschutz sogar den Unternehmenszweck zu verändern.

In der Realität findet man in der Regel Mischformen der einzelnen Strategien.

### Energiestrategien von Unternehmen
Viele Unternehmen versuchen durch eine proaktive und öffentliche Energiestrategie ihr Image zu fördern und gleichzeitig das Klima zu schonen. Die Umweltpolitik von Volkswagen (VW) basiert laut der „Konzernstrategie 2018“ auf umweltverträglichen Produkten und einer ressourcenschonenden Produktion. Darauf aufbauend sind fast alle Standorte des Konzerns nach der internationalen Norm ISO 14001 für Umweltmanagementsysteme zertifiziert.
Konkurrent BMW möchte Ressourcen schonend und effizient einsetzen sowie die Unternehmensreputation durch verantwortungsvolles Handeln gegenüber Mitarbeitern und der Gesellschaft stärken. Die Umsetzungserfolge dieses Vorhabens bestätigt das Institut für ökologische Wirtschaftsforschung, indem BMW im Ranking der Nachhaltigkeitsberichte des Jahres 2011 der 1. Platz unter den Großunternehmen zugesprochen wurde.
Der Erstplatzierte unter den KMUs ist Neumarkter Lammsbräu. Die Brauerei hat nachhaltige Grundsätze in ihrer Unternehmenspolitik verankert. Diese reichen von streng ökologischen Braurichtlinien bis hin zum offenen Dialog mit Lieferanten, Mitarbeitern und Kunden.
Negativ ist bei genanntem Ranking anzumerken, dass jedes vierte der 150 größten deutschen Unternehmen keine Informationen zu Nachhaltigkeitsthemen herausgeben wollte. Zudem sollte bei der Betrachtung der Energiestrategien von Unternehmen das Thema Greenwashing kritisch beäugt werden.
Eine Studie über das Wachstumspotenzial für Energiedienstleistungsmarkt zeigt jedoch eine wachsende Tendenz im Bereich Energiemanagement-Dienstleistungen. Damit liegt es laut der Studie in etwa im Bereich des Marktvolumens von Energieberatungen. 25 % des Energiemanagement-Aufwands von Unternehmen wird demnach für Dienstleistungen zum Energiemanagement ausgegeben, 75 % sind interner Aufwand.

### Energiestrategien der Politik
Auch Länder verfolgen gezielte Energiestrategien. So hat der Schweizer Bundesrat im Mai 2011 beschlossen mittelfristig auf Kernenergie zu verzichten. Die Kernkraftwerke werden am Ende ihrer Betriebsdauer stillgelegt und nicht ersetzt. Als Ausgleich wird der Fokus auf Energieeffizienz, erneuerbare Energien, fossile Stromproduktion und den Ausbau der Wasserkraft gerichtet.
Die Europäische Union gibt ihren Mitgliedsstaaten klare Vorgaben. Mit den „20-20-20-Zielen“ werden die Mitgliedstaaten verpflichtet bis 2020 die Treibhausgasemissionen um 20 % gegenüber 1990 zu reduzieren, die Energieeffizienz um 20 % zu steigern und einen Anteil von 20 % erneuerbarer Energie am Gesamtenergieverbrauch zu erreichen.
Das deutsche Bundesministerium für Wirtschaft und Technologie nennt drei Eckpfeiler seiner Energiepolitik: Wirtschaftlichkeit, Versorgungssicherheit und Umweltverträglichkeit. Zudem beschloss das Kabinett Merkel II am 6. Juni 2011 das Aus für acht Kernkraftwerke und den stufenweisen Atomausstieg bis 2022.

### Ethisch-normative Basis der Energiestrategien
Die Basis für eine Energiestrategie stellt die Unternehmenskultur und damit verbunden die ethischen Normen, die im Unternehmen gelten, dar. Ethik, im Sinne der Wirtschaftsethik, beschäftigt sich hier mit der Frage wie unternehmerisches Gewinnstreben und moralische Ideale zueinander stehen und welche moralischen Wertvorstellungen sich daraus ergeben. Ethische Normen können sich in Unternehmensleitlinien, der Energie- und Umweltpolitik oder anderen Dokumenten ausdrücken.
Die wichtigsten, für das Energiemanagement relevanten, ethischen Grundideen sind hierbei:
- Utilitarismus: Diese Form der Ethik handelt nach der Maxime, dass diejenigen Handlungen gut bzw. richtig sind, deren Folgen für das Wohlergehen aller von der Handlung Betroffenen optimal sind (Prinzip des maximalen Glücks). In Bezug auf das Energiemanagement ist jedoch das Bestehen externer Kosten zu beachten, denn diese werden nicht von den Profiteuren der wirtschaftlichen Handlung, sondern von Dritten (z. B. zukünftige Generationen) getragen. Dieser Fehler im Marktmechanismus lässt sich durch die Internalisierung externer Kosten beheben.[45]
- Kommunikative Ethik: Diese ethische Grundidee besagt, dass jeder der von der Entscheidung betroffen ist, auch bei der Entscheidungsfindung beteiligt werden muss. Diese erfolgt in einem fairen Dialog, wobei das Ergebnis offen ist.[46]
- Deontologische Ethik: Die Deontologische Ethik ordnet Menschen oder Organisationen bestimmte Pflichte zu. Ein allgemeines Beispiel wäre die Goldenen Regel: „Behandle andere so, wie du von ihnen behandelt werden willst.“ Die Menschen sollten demnach der in ihrer Macht stehenden Pflicht nachkommen und einen entsprechenden energiewirtschaftlichen Beitrag leisten.[46]